# Рапино, Меган
Ме́ган А́нна Рапи́но (англ. Megan Anna Rapinoe; английское произношение: [rəˈpiːnoʊ] (слушать)о файле; род. 5 июля 1985, Реддинг, Калифорния) — американская футболистка, игравшая на позиции полузащитника. Обладательница «Золотого мяча» среди женщин и звания «Лучшей футболистки мира по версии ФИФА», выиграла с национальной командой золото на летних Олимпийских играх 2012 года в Лондоне, чемпионате мира среди женщин 2015 года и чемпионате мира среди женщин 2019 года, а также играла за сборную на чемпионате мира среди женщин 2011 года, где США заняли второе место. С 2018 по 2020 год была одним из капитанов национальной сборной вместе с Карли Ллойд и Алекс Морган, с которыми команда завоевала бронзовую медаль на летних Олимпийских играх 2020 года в Токио. Ранее выступала за команды «Чикаго Ред Старс», «Филадельфия Индепенденс» и «МэджикДжек» в Women’s Professional Soccer (WPS), а также за «Олимпик Лион» во французском женском дивизионе.
Известна во всем мире своим искусным стилем игры на поле и своей активностью вне его. Её точный пас на Эбби Уомбак на 122-й минуте четвертьфинального матча чемпионата мира среди женщин 2011 года против сборной Бразилии привёл к тому, что американки сравняли счёт и выиграли после серии пенальти. Гол на последней минуте был отмечен наградой ESPN ESPY 2011 за лучшую игру года. На Олимпийских играх 2012 года в Лондоне забила три гола и отдала четыре результативные передачи, благодаря чему США завоевали золотую медаль. Стала первым игроком, будь то мужчина или женщина, забившим гол с углового на Олимпийских играх, сделав это дважды. Получила награды «Золотая бутса» и «Золотой мяч» на чемпионате мира среди женщин 2019 года во Франции.
Является защитницей интересов многочисленных ЛГБТ-организаций, включая Сеть образования геев, лесбиянок и натуралов (GLSEN) и Athlete Ally. В 2013 году была удостоена награды совета директоров Лос-Анджелесского центра геев и лесбиянок. Её спонсируют компании Nike, Procter & Gamble, BodyArmor, Hulu, LUNA Bar, Samsung и DJO Global, она неоднократно снималась в рекламных материалах для компании по производству одежды Wildfang, а также для Nike.
Включена в список 100 самых влиятельных людей 2020 года по версии журнала Time.

## Клубная карьера

### Выступления в Women’s Professional Soccer (WPS)
Меган Рапино была выбрана вторым номером на драфте WPS 2009 года командой «Чикаго Ред Старс» для участия в первом сезоне Women’s Professional Soccer, высшего на тот момент футбольного дивизиона США. Она выходила в стартовом составе в 17 из 18 игр, в которых она принимала участие за «Ред Старс», и провела на поле в общей сложности 1375 минут. Рапино забила два гола и ассистировала в трёх других. В августе 2009 года она была включена в команду всех звёзд лиги и сыграла в матче всех звезд WPS 2009 года против чемпионов Швеции команды «Умео». В 2010 году она выходила в стартовом составе в 19 из 20 игр, в которых принимала участие за «Ред Старс» и забила один гол.

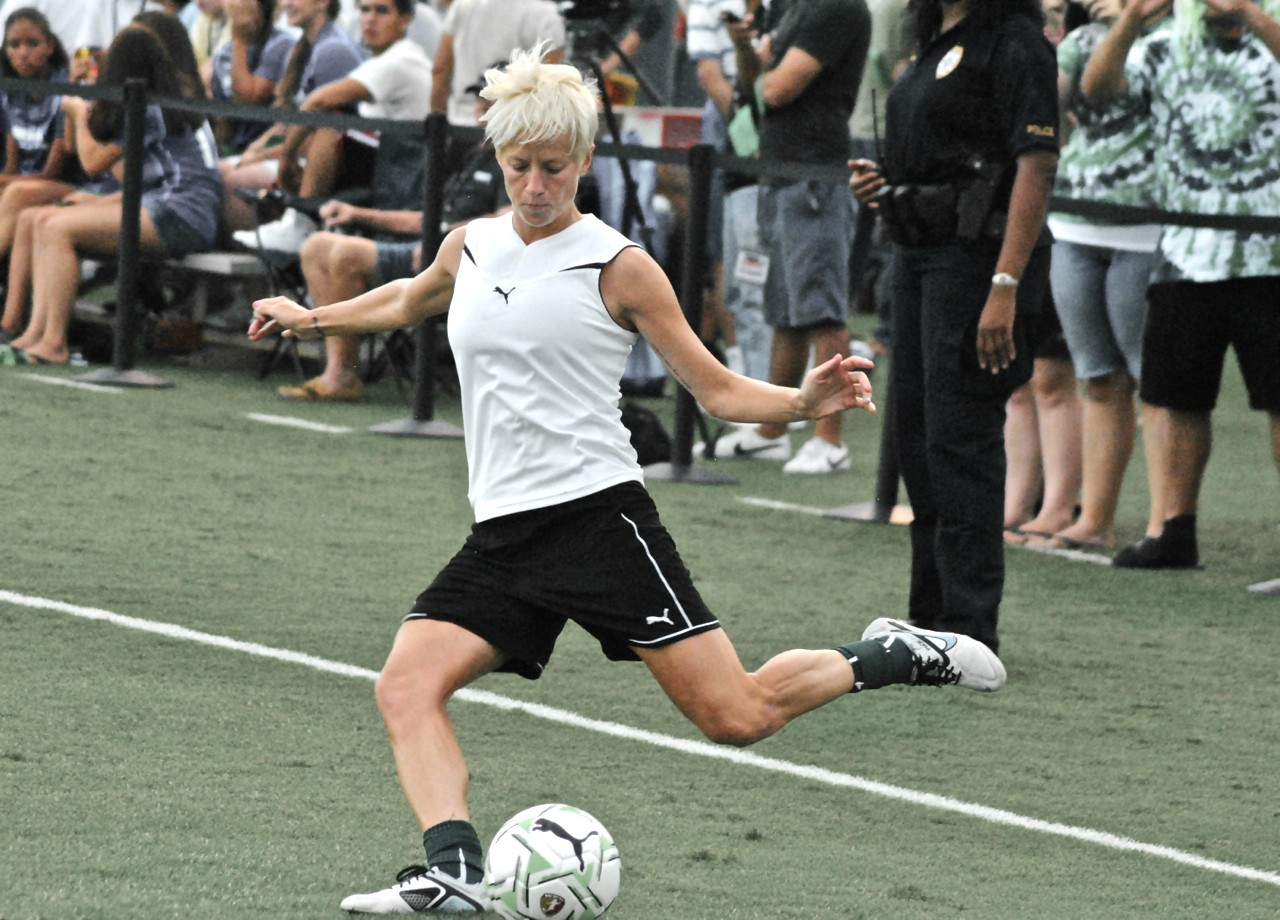
Рапино разминается перед матчем за «МэджикДжек», август 2011 года

В декабре 2010 года Рапино подписала контракт с командой расширения «Филадельфия Индепенденс» после прекращения деятельности «Чикаго Ред Старс». Она приняла участие в четырёх матчах и забила один гол, после чего была обменяна в «МэджикДжек» (бывший «Вашингтон Фридом»), когда находилась в Германии на чемпионате мира среди женщин 2011 года. Сообщалось, что «денежное вознаграждение» за трансфер составило $100000. Средняя зарплата игрока женской лиги составляла $25000. В восьми матчах регулярного чемпионата за «МэджикДжек» Рапино забила два гола, благодаря чему команда заняла третье место в турнирной таблице лиги и обеспечила себе выход в плей-офф. 17 августа 2011 года в полуфинальном матче против «Бостон Брейкерс» Меган забила гол на 61-й минуте, обеспечив команде победу со счётом 3:1 и выход в финал чемпионата. В финале «МэджикДжек» потерпела поражение от «Филадельфии Индепенденс» со счётом 2:0. 25 октября 2011 года WPS проголосовала за прекращение существования франшизы «МэджикДжек», оставив Рапино и многих других игроков в качестве свободных агентов на сезон 2012 года. В начале 2012 года лига приостановила свою деятельность.

### «Сидней» и «Сиэтл Саундерс Уимен»
В октябре 2011 года Рапино подписала контракт с командой австралийской W-лиги «Сидней» в качестве приглашённого игрока на две игры. Во второй игре против «Мельбурн Виктори» она забила гол за семь минут до конца матча и принесла своему клубу три очка. Эта победа стала первой для «Сиднея» в сезоне 2011/12. «Сидней» занял третье место в регулярном чемпионате и вышел в плей-офф, где по пенальти потерпел поражение от «Брисбен Роар».
Летом 2012 года Меган Рапино вместе с членами национальной сборной Хоуп Соло, Сидни Леру, Алекс Морган и Стефани Кокс играла в составе женской команды «Сиэтл Саундерс Уимен» в перерывах между сборами национальной сборной в рамках подготовки к летним Олимпийским играм 2012 года. О подписании контракта главный тренер команды Мишель Френч сказал: «Благодаря своему лидерству и успехам в Портлендском университете Меган продолжает развиваться и становится одним из самых интересных, непредсказуемых, креативных и ярких игроков в женской игре». Рапино дважды выходила на поле в регулярном чемпионате, отдав две результативные передачи. Благодаря присутствию Меган и её товарищей по сборной в команде «Саундерс» распродали девять из десяти домашних матчей на стадионе «Старфайр», вмещающем 4 500 зрителей. Средняя посещаемость «Саундерс» в сезоне 2012 года была в четыре раза выше, чем у следующей по посещаемости команды.

### «Олимпик Лион»

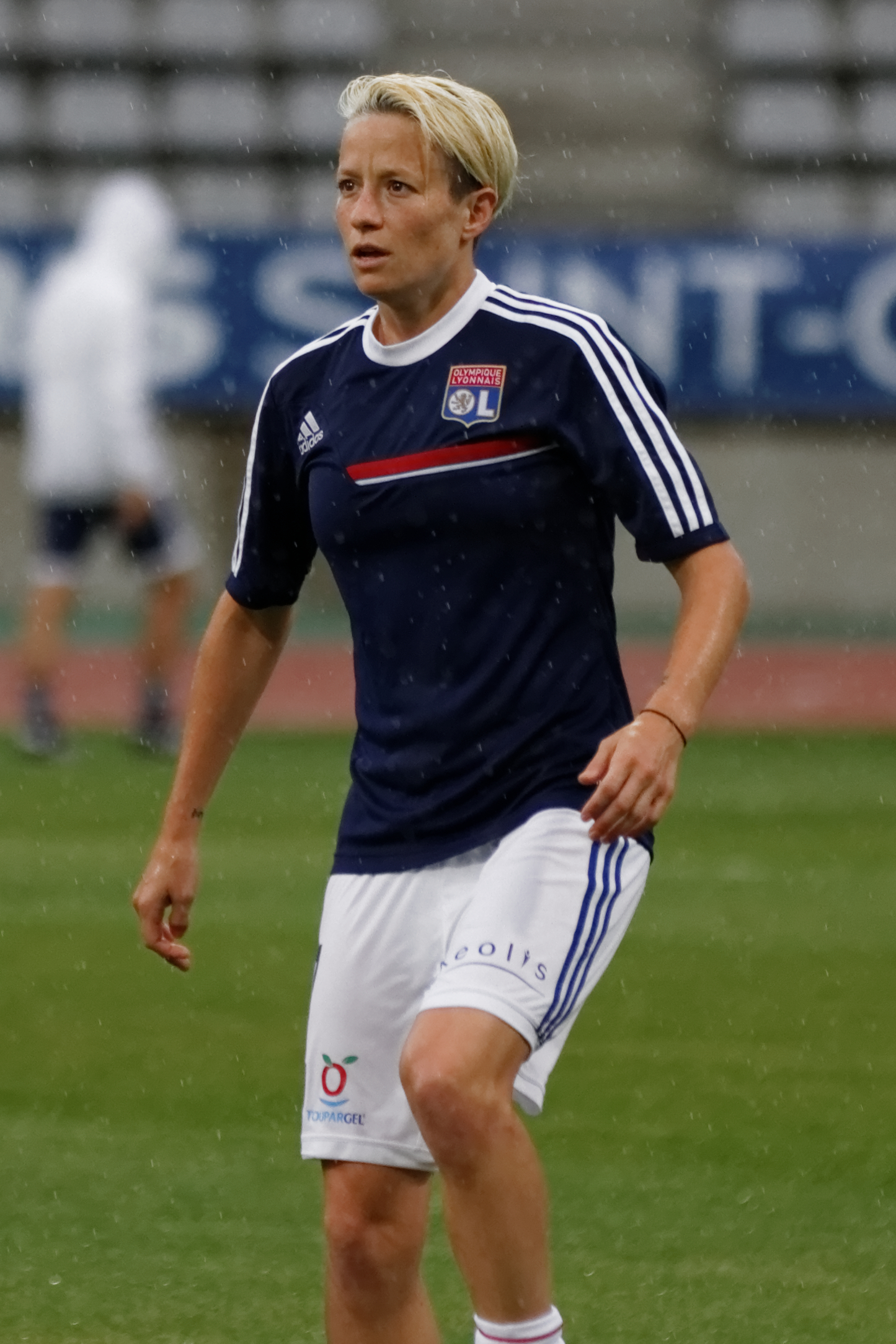
Рапино в составе «Олимпик Лион» в 2013 году

В январе 2013 года Рапино подписала на полгода контракт с французским клубом «Олимпик Лион», который до этого выиграл шесть чемпионатов Франции подряд и два титула чемпиона Европы. Её заработная плата составила €11000 (или около $14000) в месяц. За новую команду сыграла в шести матчах регулярного чемпионата, забив два гола, играя в основном на позиции левого вингера в схеме 4-3-3.
Дебют Рапино в женской Лиге чемпионов состоялся 20 марта в первом матче четвертьфинала сезона 2012/13 против «Мальмё». За 24 минуты игры она забила один гол, обеспечив победу «Лиона» со счётом 5:0. Затем она забила гол и отдала результативную передачу в ответном матче полуфинала против «Жювизи» (6:1). Меган стала пятой американкой в истории, сыгравшей в финале Лиги чемпионов, когда 23 мая «Лион» встречался с немецким «Вольфсбургом». В том матче французский клуб был побеждён со счётом 1:0. Рапино завершила свой дебют в Лиге чемпионов, сыграв пять матчей, забив два гола и отдав одну передачу.
Вернувшись в «Лион» в сезоне 2013/14, Рапино забила три гола в восьми своих матчах за клуб. В Лиге чемпионов 2013/14 она выходила на поле четыре раза и забила один гол в матче с «Твенте» (6:0). «Лион» выбыл из турнира в 1/8 финала. В январе 2014 года было объявлено, что американка завершила выступления за французский клуб раньше запланированного срока и вернётся в команду «Сиэтл Рейн» на весь сезон 2014 года. Она завершила выступления за «Лион», забив 8 голов в 28 матчах во всех турнирах.

### «Сиэтл Рейн»
В 2013 году Меган Рапино присоединилась к команде «Сиэтл Рейн», в которую она ранее была распределена в Национальную женскую футбольную лигу. До прихода Рапино в команду, команда испытывала трудности с забиванием голов и в десяти матчах показала результат 0-9-1. С приходом Рапино, её товарища по сборной и бывшей команде «Сиэтл Саундерс» Хоуп Соло, а также с некоторыми изменениями в составе передней линии, «Рейн» улучшила свои бомбардирские показатели и изменила свой рекорд в лиге. В матче против своей бывшей команды в WPS, «Чикаго Ред Старс», Рапино сыграла непосредственную роль во всех четырёх голах «Сиэтла» и привела команду к победе над «Чикаго» со счётом 4:1. Забив два гола и отдав одну результативную передачу, она была признана Игроком недели NWSL по итогам 16-го тура сезона NWSL 2013 года. Несмотря на то, что Рапино сыграла только половину сезона (12 из 22 игр регулярного чемпионата), она стала лучшим бомбардиром команды с пятью голами.

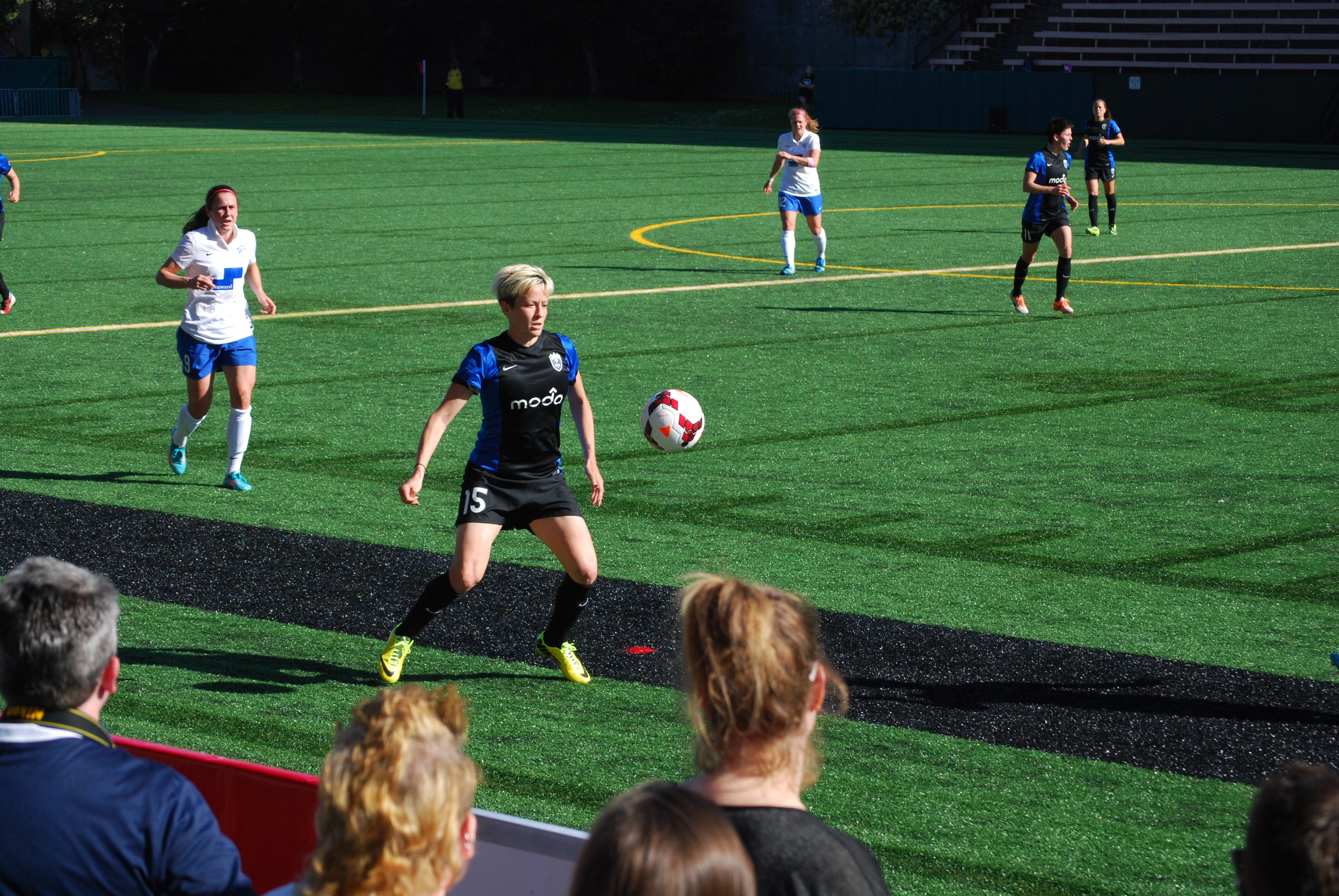
Рапино в матче против «Бостон Брейкерс», 13 апреля 2014 года

14 апреля получив травму стопы во время первого домашнего матча сезона 2014 года, Рапино пропустила несколько игр и вышла на поле во второй раз в сезоне 3 июля в игре против «Уэстерн Нью-Йорк Флэш». Четыре гола и одна передача Рапиноэ в регулярном чемпионате помогли команде «Рейну» завоевать титул победителя регулярного чемпионата с результатом 16-2-6 и 54 очками — на 13 очков больше, чем у команды «Канзас-Сити», занявшей второе место. В полуфинальном матче плей-офф против команды «Вашингтон Спирит» Рапино забила гол, благодаря чему команда выиграла со счётом 2:1 и вышла в финал чемпионата против «Канзас-Сити». Несмотря на гол Меган в финале чемпионата, команда «Рейн» в итоге уступила «Канзас-Сити» со счётом 2:1.
В сезоне 2015 года Рапино вернулась в команду «Рейн». В первом же матче команды против «Уэстерн Нью-Йорк Флэш» она сделала свой первый профессиональный хет-трик и отдала ассист Джесс Фишлок, благодаря чему «Рейн» разгромила «Флэш» со счётом 5:1. Впоследствии она была признана игроком недели NWSL по итогам первой недели сезона. В сентябре 2019 года футбольный клуб «Рейн» признал Рапино, а также 11 других игроков легендой клуба, присоединившись к 36 предыдущим легендам.
В сезоне 2021 года Рапино забила шесть голов в 12 матчах за клуб и стала одним из лидеров команды вместе с Лорен Барнс. В августе 2021 года Рапино была названа игроком месяца NWSL. В регулярном чемпионате «Рейн» занял второе место с результатом 13-8-3. Выйдя в плей-офф NWSL, команда была выбита из турнира чемпионом «Вашингтон Спирит».
8 июля 2023 года Рапино объявила об уходе из профессионального футбола после сезона 2023 года Национальной женской футбольной лиги. 6 октября на её последнем домашнем матче на стадионе «Люмен Филд» собралось рекордное для американской женской футбольной лиги количество зрителей – 34 130 человек. В рамках матча состоялась церемония прощания с Рапино. Команда «ОЛ Рейн» квалифицировалась в плей-офф и стала участником Национальной женской футбольной лиги 2023 года, где в финале уступила команде «Нью-Джерси/Нью-Йорк Готэм». Рапино получила травму на шестой минуте матча – разрыв ахиллова сухожилия.

## Карьера в сборной

### Молодёжные сборные
В 2002 году Рапино выступала за сборную США по футболу до 16 лет, вместе с которой ездила во Францию и Хьюстон (штат Техас). Она также играла на международном турнире Молодёжной футбольной ассоциации США в Хьюстоне в мае 2003 года.
С 2003 по 2005 год выступала за сборную США до 19 лет. Она приняла участие в 21 матче и забила девять мячей. Её первый сбор с командой до 19 лет состоялся в январе 2003 года в Чула-Виста (штат Калифорния). Она ездила с командой в европейское турне в Нидерланды и Германию в июле 2003 года. Свой первый гол в составе команды она забила 1 марта 2003 года в матче против сборной Мексики. Рапино сыграла в трёх матчах отборочного турнира КОНКАКАФ 2004 года среди девушек до 19 лет, забив три гола. На чемпионате мира среди женщин до 19 лет 2004 года в Таиланде она забила три гола, в том числе один — в матче за третье место против сборной Бразилии.

### Основная сборная

#### Дебют в сборной и восстановление после травмы (2006—2009)
Рапино впервые тренировалась с женской сборной США во время тренировочного сбора 2006 года в Карсоне. Дебют за старшую сборную состоялся 23 июля 2006 года в товарищеском матче против сборной Ирландии. Свои первые два гола она забила 1 октября 2006 года в товарищеском матче против сборной Тайваня.
Из-за двух травм передней крестообразной связки Рапино не играла за основную сборную в 2007 и 2008 годах и пропустила чемпионат мира среди женщин 2007 года и Олимпийские игры 2008 года в Пекине. После возвращения в сборную в 2009 году она возглавила её по количеству очков, набрав пять, включая два гола и одну передачу. Она выходила в стартовом составе в шести из семи матчей, в которых играла в том же году.
На Кубке Алгарве 2009 года Рапино забила победный гол в ворота сборной Норвегии, одержав победу со счётом 1:0 в третьем матче группового этапа турнира. После того как США заняли первое место в своей группе, в финале чемпионата они потерпели поражение от сборной Швеции в серии пенальти.

#### Чемпионат мира среди женщин 2011

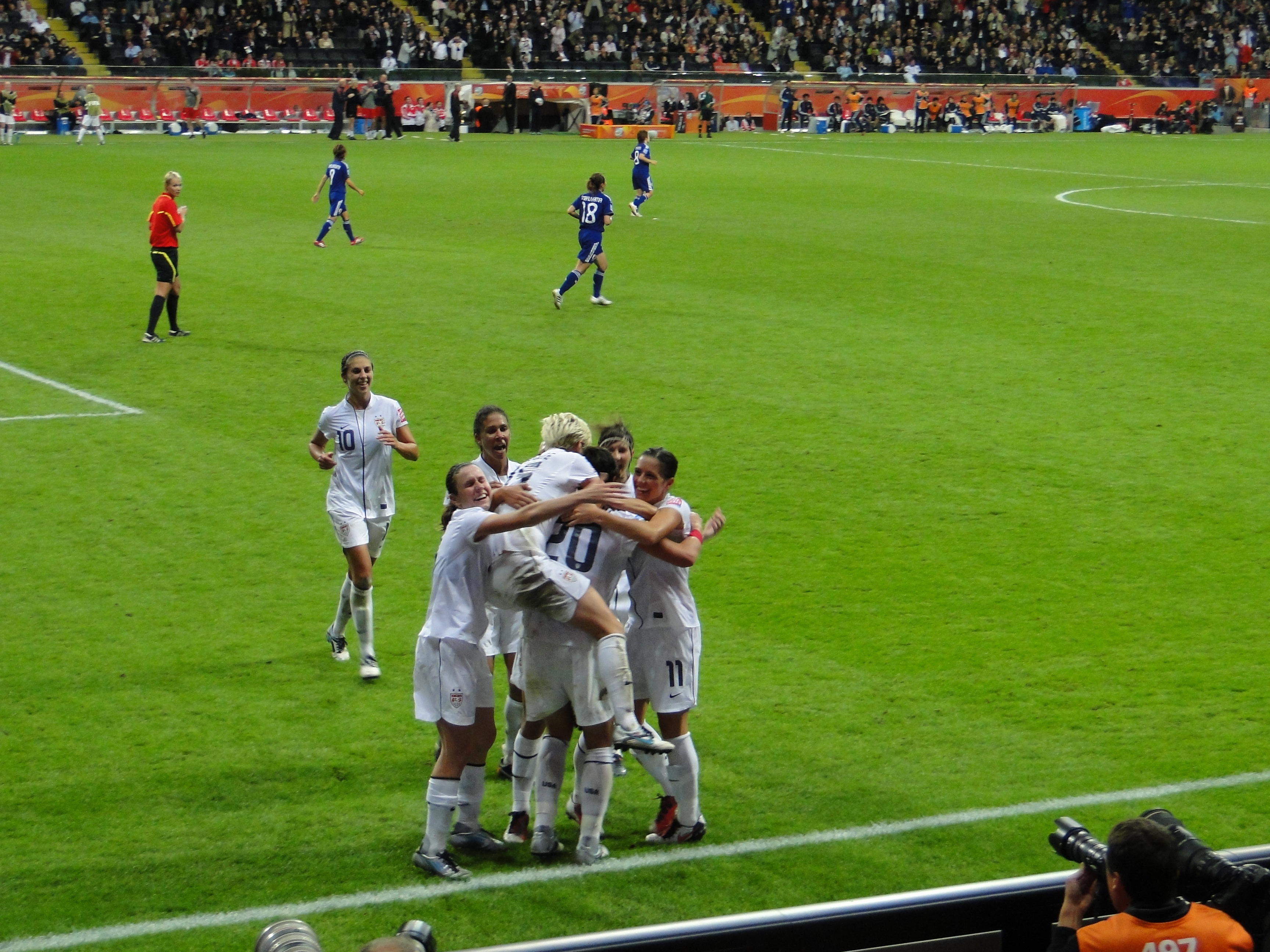
Рапино (вверху) радуется вместе со своими товарищами по команде после забитого гола в ворота Японии во время финального матча чемпионата мира 2011 года

В 2010 году Меган Рапино приняла участие в восьми из десяти матчей, в которых сыграла, и забила четыре гола, отдав две голевые передачи. На отборочном турнире чемпионата мира среди женщин КОНКАКАФ 2010 года, в котором она сыграла три матча, Рапино забила в ворота сборных Швеции и Китая и дважды в ворота Гватемалы. После того как сборная США заняла третье место на турнире, они отправились в Италию, чтобы побороться за место на ЧМ-2011 среди женщин в плей-офф УЕФА-КОНКАКАФ против сборной Италии. Во втором матче серии Рапино отдала голевую передачу на гол Эми Родригес, который помог сборной США завоевать путевку на чемпионат мира 2011 года.
Рапино была включена в состав сборной США на чемпионат мира среди женщин 2011 года. Во время второго матча группового этапа против сборной Колумбии она вышла на поле на 50-й минуте и практически сразу забила гол, выведя сборную США вперёд со счетом 2:0. В честь гола Меган побежала в угол слева от ворот Колумбии, взяла на поле микрофон, который использовался для телевизионной трансляции матча, постучала по нему и спела в него песню Брюса Спрингстина «Born in the U.S.A.» (с англ. — «Рождённый в США»).
Во время четвертьфинального матча с Бразилией Рапино вышла на замену и на 122-й минуте игры точной передачей позволила Эбби Уомбак забить гол, сравнявший счёт. Этот гол стал рекордным по количеству забитых мячей в матчах Кубка мира. Позже Меган реализовала свой удар в серии пенальти, что помогло США выйти в полуфинал. Позже полузащитница описала свою результативную передачу так: «Я просто сделала касание и, черт возьми, ударила по мячу левой ногой. Не думаю, что я когда-либо так била по мячу левой ногой. Я перевела его „на дальнюю“, и этот зверь в воздухе [Уомбак] просто ухватился за это».
После матча с Бразилией Рапино была названа игроком недели по версии ESPN за то, что выполнила 5 из 10 навесов, в то время как остальные игроки команды — 0 из 18. В драматичном финальном матче против сборной Японии, проходившем на глазах 48817 зрителей на заполненной до отказа «Дойче банк Парк» во Франкфурте и при рекордной международной телевизионной аудитории, Рапино отдала третью за турнир передачу на Алекс Морган, которая на 69-й минуте забила гол, открывший игру. В основное и овертаймное время сборная США сыграла с Японией вничью 2:2, что привело к второй серии пенальти на турнире. По пенальти они потерпели поражение со счётом 1:3 и завершили турнир с серебряной медалью. На счету Рапино был один гол и три передачи. Она сыграла во всех шести матчах за сборную США.

#### Олимпийские игры 2012 года в Лондоне

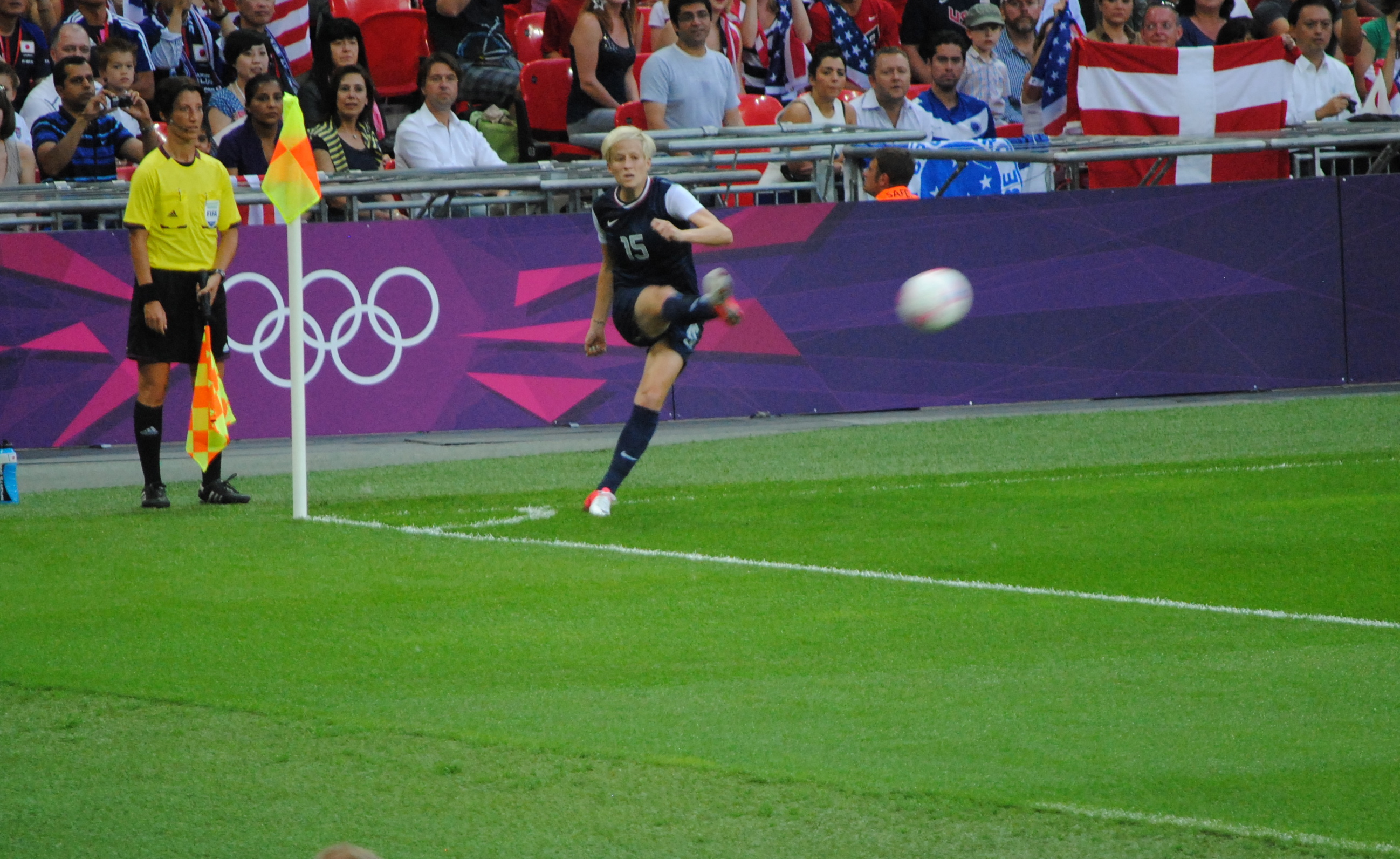
Рапино выполняет угловой удар в матче за золотые медали на Олимпийских играх 2012 года

Меган Рапино помогла сборной США завоевать золотую медаль на Олимпийских играх 2012 года в Лондоне. Во втором матче группового этапа против сборной Колумбии она забила победный гол на 33-й минуте, что стало победой американцев со счётом 3:0. После того как в последнем матче группового этапа сборная США обыграла Северную Корею со счётом 1:0, в четвертьфинале они встретились с Новой Зеландией и победили со счётом 2:0.
В драматичном полуфинальном матче против сборной Канады на стадионе «Олд Траффорд» Рапино забила два гола, уравнивающих шансы на победу, на 54-й и 70-й минутах. Первый гол был забит прямым ударом с углового. Она стала первым и пока единственным игроком, как среди мужчин, так и среди женщин, забившим «Олимпико» на Олимпийских играх. США выиграли у Канады со счётом 4:3 благодаря голу Алекс Морган на 123-й минуте. С двумя голами Рапино стала одной из пяти игроков, включая Вэй Хайин, Кристиане, Анжелу Хаклес и Кристин Синклер, которые забили два гола в полуфинале Олимпийских игр.
Сборная США завоевала золотую медаль, обыграв сборную Японии со счётом 2:1 на стадионе «Уэмбли» в присутствии 80 203 зрителей — самой большой аудитории за всю историю женского олимпийского футбола. Рапино ассистировала Карли Ллойд, забившей второй гол в финале на 53-й минуте. Она завершила турнир с тремя голами и четырьмя результативными передачами (в паре с Алекс Морган). Рапино была признана одним из лучших игроков Олимпиады и вошла в многочисленные списки «Команды турнира», в том числе составленные BBC и All White Kit.
В 2012 году в составе сборной США Рапино отметилась 8 голами и 12 результативными передачами.

#### Участие в Кубке Алгарве (2013—2014)

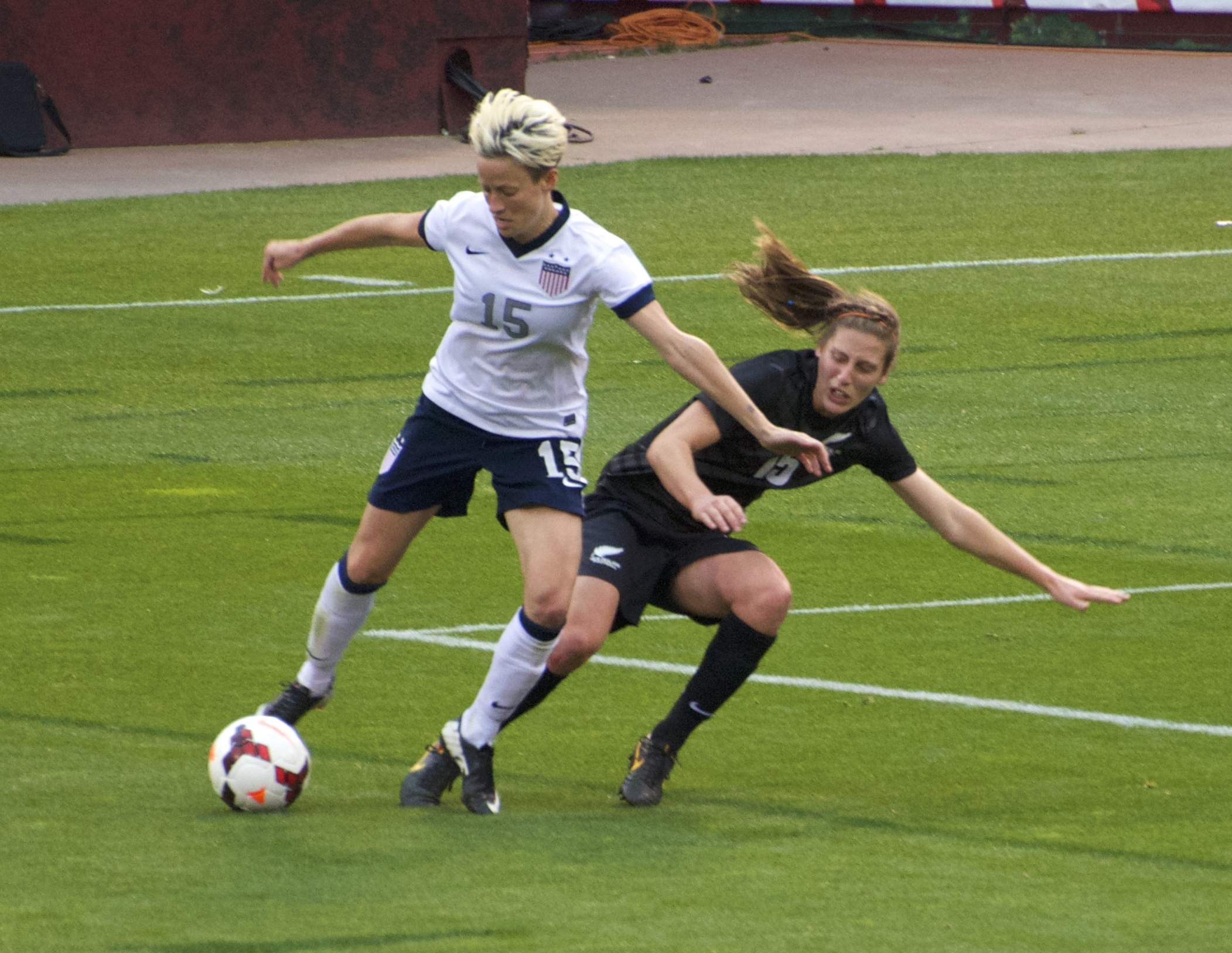
Рапино борется за мяч в матче против сборной Новой Зеландии, 2013 год

На Кубке Алгарве 2013 года в Португалии Рапино была признана игроком турнира, несмотря на то, что сыграла только в двух из четырёх матчей, в которых участвовали США. Она получила травму на тренировке и не играла в финале, когда команда победила сборную Германии и выиграла Кубок Алгарве того года.
20 июня 2013 года во время товарищеского матча против сборной Южной Кореи Рапино подала угловой удар, который стал голевой передачей рекордного 159-го международного гола Эбби Уомбак. Этот гол побил мировой рекорд по количеству голов за сборную, забитых мужчинами и женщинами. Во время товарищеского матча с Новой Зеландией на стадионе «Кэндлстик-парк» в Сан-Франциско (штат Калифорния) Рапино забила гол, открывающий игру, прямым ударом со штрафного (её 23-й гол за сборную) и помогла американкам выиграть со счётом 4:1 и была названа игроком матча.

#### Чемпионат мира среди женщин 2015
В апреле 2015 года Рапино была включена в состав сборной на чемпионат мира среди женщин 2015 года в Канаде под руководством главного тренера сборной Джилл Эллис. В первом матче группового этапа против сборной Австралии она забила первый гол на 12-й минуте. Второй гол она забила на 78-й минуте. После дополнительного гола, забитого товарищем по команде Кристен Пресс на 61-й минуте, США выиграли 3:1.
В конце 2015 года во время тренировки перед матчем Турне Победы, посвященным победе сборной на чемпионате мира, Рапино порвала переднюю крестообразную связку, а матч сборной, к которому она готовилась, был отменён из-за плохого состояния поля.

#### Чемпионат мира среди женщин 2019

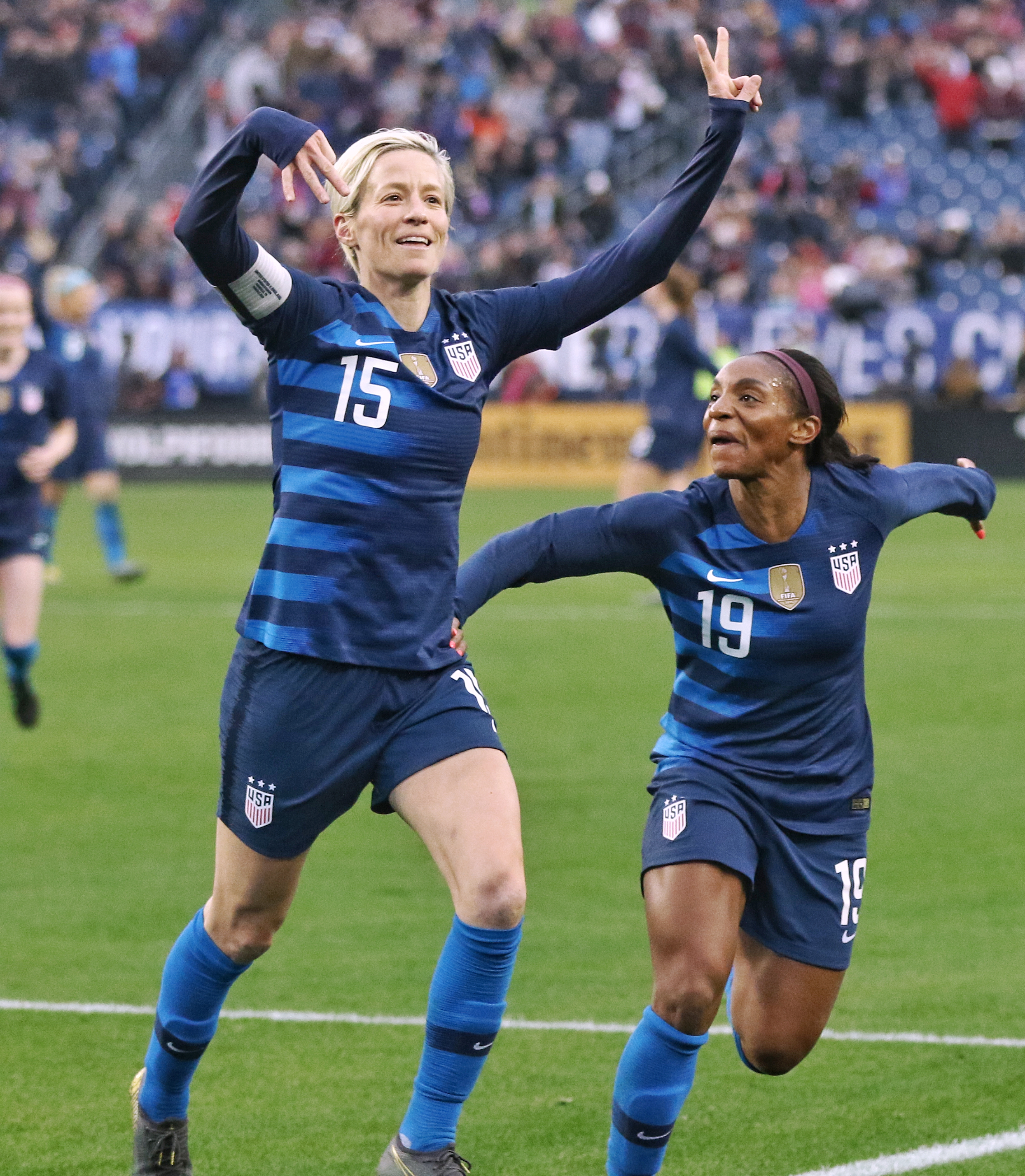
Рапино празднует гол с товарищем по команде Кристал Данн, 2019 год

В мае 2019 года Рапино была включена в состав сборной США на женский чемпионат мира 2019 года; это был её третий выход на чемпионат мира. В победе над сборной Таиланда со счётом 13:0 на групповом этапе турнира она отметилась голом. США вышли в плей-офф, где им противостояла сборная Испании. Рапино забила два гола в матче с Испанией (2:1), который вывел США в четвертьфинал против сборной Франции, принимающей турнир. Уже на пятой минуте Меган со штрафного удара вывела США вперёд. Позднее она забила второй гол, и американки смогли завоевать путевку в полуфинал. Рапино была названа ФИФА игроком матча за свои выступления в 1/8 финала и четвертьфинале.
Из-за травмы подколенного сухожилия Рапино была вынуждена отказаться от участия в полуфинальной победе над Англией, однако она успела восстановиться и вышла на поле в финале турнира. Во время финала, состоявшегося 7 июля на стадионе «Парк Олимпик Лионне» при полном аншлаге 57 900 болельщиков, Рапино забила свой 50-й международный гол с пенальти на 61-й минуте. После второго гола товарища по команде Роуз Лавелль США обыграли Нидерланды со счётом 2:0 и завоевали второе подряд звание чемпиона мира. В возрасте 34 лет Меган стала самой возрастной женщиной, забившей гол в финале чемпионата мира, и была признана игроком матча. Она получила «Золотую бутсу» как лучший бомбардир турнира с шестью голами, сыграв меньше минут, чем её товарищ по команде Алекс Морган и англичанка Эллен Уайт, на счету которой также шесть голов. Рапино также получила «Золотой мяч» как лучший игрок турнира.

#### Олимпийские игры 2020 года и пропущенный SheBelieves Cup
5 августа 2021 года она дважды забила (включая второе олимпийское «Олимпико») в матче за бронзовые медали летних Олимпийских игр 2020 года со сборной Австралии (4:3). В феврале 2022 года тренер женской сборной США Влатко Андоновски объявил, что Рапино не будет включена в состав национальной команды на SheBelieves Cup.

#### Чемпионат мира среди женщин 2023
21 июня 2023 года Андоновски включил Рапино в состав сборной США на чемпионат мира среди женщин 2023 года в Австралии. 8 июля Меган объявила, что этот чемпионат мира станет для неё последним крупным турниром и что она уйдет из профессионального футбола в конце года. 6 августа 2023 года сборная США выбыла из турнира по пенальти в матче со Швецией в 1/8 финала. Рапино была одной из трёх игроков сборной, пробивших пенальти, что стало последним матчем футболистки на чемпионате мира.

## Достижения

### Командные достижения
«Олимпик Лион»
- Чемпионка Франции: 2012/13

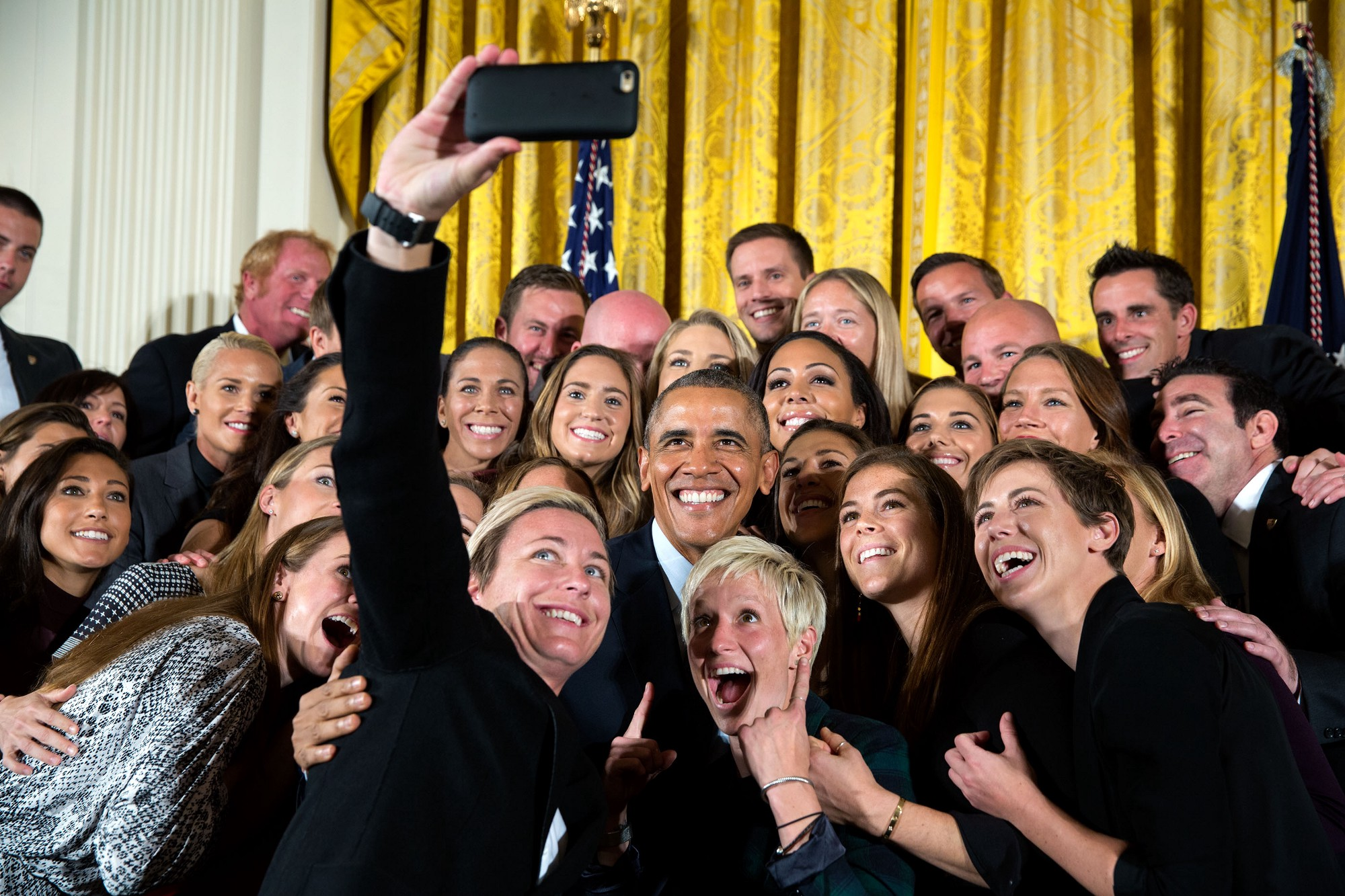
Рапино позирует с национальной командой и президентом Бараком Обамой в Белом доме, 2015 год

- Обладательница Кубка Франции: 2012/13

«ОЛ Рейн» (ранее «Сиэтл Рейн»)
- Обладательница Кубка национальной женской лиги (3): 2014, 2015, 2022[124]
- Обладательница Женского кубка: 2022[125]

Сборная США
- Чемпионка мира (2): 2015[126], 2019[116]
- Победительница Олимпийских игр: 2012[127]
- Бронзовая призёрка Олимпийских игр: 2021[119]
- Обладательница Кубка Алгарве (3): 2011, 2013[128] , 2015[129]
- Чемпионка КОНКАКАФ (3): 2014, 2018[130], 2022[131]
- Обладательница турнира «SheBelieves Cup» (4): 2018[132], 2020[m 1], 2021[133], 2023[134]
- Победительница Турнира наций: 2018[135]

### Личные достижения
| - Обладательница «Золотого мяча ФИФА»: 2019 - Самый ценный игрок Кубка Алгарве: 2013 - Входит в состав символической сборной мира по версии FIFPro (2): 2019, 2020 - Лучший бомбардир чемпионата мира: 2019 - Обладательница «Золотого мяча» чемпионата мира: 2019 - Лучшая футболистка года по версии ФИФА: 2019 - Лучшая женщина-полузащитник по версии IFFHS: 2019 - Входит в состав символической сборной мира по версии IFFHS: 2019 - Входит в состав символической сборной года Национальной женской футбольной лиги: 2018 - Член символической сборной КОНКАКАФ минувшего десятилетия 2011—2020 по версии Международной федерации футбольной истории и статистики (IFFHS) |

### Премии и признание заслуг
После окончания чемпионата мира 2011 года в родном городе Рапино Реддинге в честь неё был проведён парад, а 10 сентября было названо «Днём Меган Рапино». На 60-й ежегодной церемонии вручения наград Oregon Sports Awards, состоявшейся 12 февраля 2012 года, она получила награду «Профессиональная спортсменка года» имени Гарри Гликмана. 25 октября 2012 года она стала одной из десяти футболисток, вошедших в список номинантов на премию «Игрок года ФИФА». В том же году она вошла в число финалистов конкурса Sports Illustrated «Самые вдохновляющие спортсмены 2012 года». 10 ноября 2012 года Рапино была удостоена награды совета директоров Лос-Анджелесского центра геев и лесбиянок за привлечение внимания к ЛГБТ в спорте.

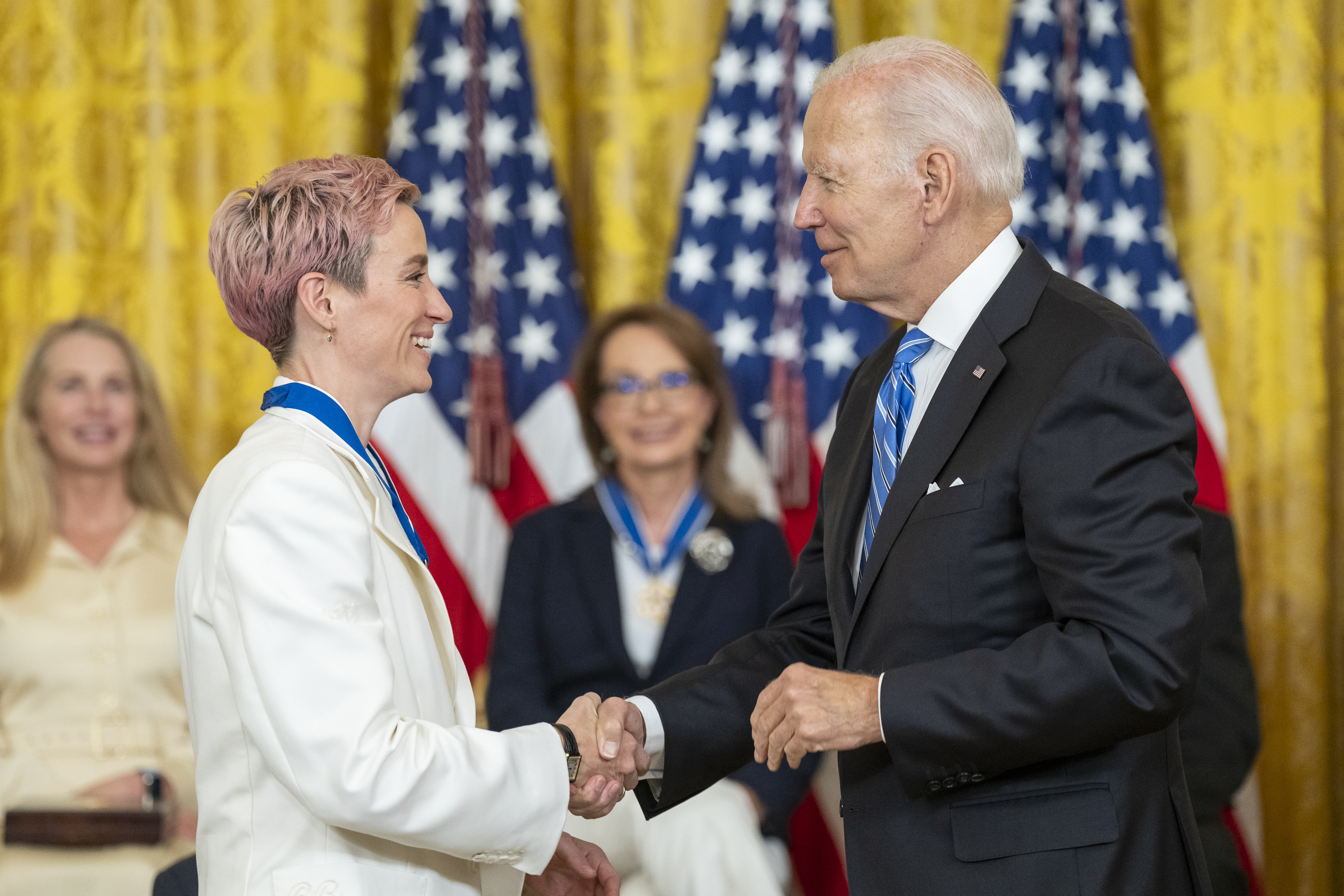
Рапино награждена Президентской медалью Свободы от президента Джо Байденом в июле 2022 года

В марте 2013 года Рапино была признана лучшим игроком турнира на Кубке Алгарве 2013 года, который выиграла сборная США. В двух сыгранных матчах она отметилась голом и голевой передачей. 25 июля 2013 года забив два гола и отдав одну передачу во время победы над командой «Чикаго Ред Старс» (4:1), она была названа СМИ игроком недели по итогам 16-го тура сезона Национальной женской футбольной лиги.
В декабре 2014 года Рапино была включена в Зал спортивной славы округа Шаста вместе с другими спортсменами округа, включая Райана О’Каллагана и Рики Рэя. В 2015 году она была включена в Национальный спортивный зал славы геев и лесбиянок. Также в 2015 году она была названа игроком недели по итогам 1-го тура сезона Национальной женской футбольной лиги 2015 года.
В 2019 году Рапино получила «Золотую бутсу» (вторая американка после Мишель Экерс) и «Золотой мяч» на чемпионате мира во Франции. В том же году она стала «Спортсменом года» по версии Sports Illustrated и была признана лучшим женским игроком ФИФА. В 2020 году получила премию Best in Sports Shorty Award. 1 июля 2022 года Белый дом объявил о награждении Рапино Президентской медалью Свободы.
7 июля 2022 года президент Джо Байден на церемонии в Белом доме вручил футболистке Президентскую медаль Свободы — высшую награду, присуждаемую гражданским лицам; она вошла в группу из 17 лауреатов, среди которых была Симона Байлз.

## Статистика выступлений

### Клубная статистика
| Выступление             | Выступление                          | Выступление      | Лига | Лига | Кубок страны | Кубок страны | Контитентальные | Контитентальные | Итого | Итого |
| Клуб                    | Лига                                 | Сезон            | Игры | Голы | Игры         | Голы         | Игры            | Голы            | Игры  | Голы  |
| ----------------------- | ------------------------------------ | ---------------- | ---- | ---- | ------------ | ------------ | --------------- | --------------- | ----- | ----- |
| Чикаго Ред Старс        | Women’s Professional Soccer          | 2009             | 18   | 2    | —            | —            | —               | —               | 18    | 2     |
| Чикаго Ред Старс        | Women’s Professional Soccer          | 2010             | 20   | 1    | —            | —            | —               | —               | 20    | 1     |
| Чикаго Ред Старс        | Итого                                | Итого            | 38   | 3    | —            | —            | —               | —               | 38    | 3     |
| Филадельфия Индепенденс | Women’s Professional Soccer          | 2011             | 4    | 1    | —            | —            | —               | —               | 4     | 1     |
| Филадельфия Индепенденс | Итого                                | Итого            | 4    | 1    | —            | —            | —               | —               | 4     | 1     |
| МэджикДжек              | Women’s Professional Soccer          | 2011             | 10   | 3    | —            | —            | —               | —               | 10    | 3     |
| МэджикДжек              | Итого                                | Итого            | 10   | 3    | —            | —            | —               | —               | 10    | 3     |
| Сидней                  | Женская W-лига                       | 2011/12          | 2    | 1    | —            | —            | —               | —               | 2     | 1     |
| Сидней                  | Итого                                | Итого            | 2    | 1    | —            | —            | —               | —               | 2     | 1     |
| Сиэтл Саундерс Уимен    | Женская футбольная лига              | 2012             | 2    | 0    | —            | —            | —               | —               | 2     | 0     |
| Сиэтл Саундерс Уимен    | Итого                                | Итого            | 2    | 0    | —            | —            | —               | —               | 2     | 0     |
| Олимпик Лион            | Дивизион 1                           | 2012/13          | 6    | 2    | —            | —            | 5               | 2               | 11    | 4     |
| Олимпик Лион            | Дивизион 1                           | 2013/14          | 8    | 3    | —            | —            | 4               | 1               | 12    | 4     |
| Олимпик Лион            | Итого                                | Итого            | 14   | 5    | —            | —            | 9               | 3               | 23    | 8     |
| ОЛ Рейн                 | Национальная женская футбольная лига | 2013             | 12   | 5    | —            | —            | —               | —               | 12    | 5     |
| ОЛ Рейн                 | Национальная женская футбольная лига | 2014             | 9    | 4    | —            | —            | 2               | 2               | 11    | 6     |
| ОЛ Рейн                 | Национальная женская футбольная лига | 2015             | 10   | 5    | —            | —            | 2               | 1               | 12    | 6     |
| ОЛ Рейн                 | Национальная женская футбольная лига | 2016             | 5    | 1    | —            | —            | —               | —               | 5     | 1     |
| ОЛ Рейн                 | Национальная женская футбольная лига | 2017             | 18   | 12   | —            | —            | —               | —               | 18    | 12    |
| ОЛ Рейн                 | Национальная женская футбольная лига | 2018             | 17   | 7    | —            | —            | —               | —               | 17    | 7     |
| ОЛ Рейн                 | Национальная женская футбольная лига | 2019             | 6    | 0    | —            | —            | —               | —               | 6     | 0     |
| ОЛ Рейн                 | Национальная женская футбольная лига | 2020             | —    | —    | —            | —            | —               | —               | 0     | 0     |
| ОЛ Рейн                 | Национальная женская футбольная лига | 2021             | 11   | 6    | 2            | 0            | 0               | 0               | 13    | 6     |
| ОЛ Рейн                 | Национальная женская футбольная лига | 2022             | 14   | 7    | 1            | 0            | 0               | 0               | 15    | 7     |
| ОЛ Рейн                 | Итого                                | Итого            | 102  | 47   | 3            | 0            | 4               | 3               | 109   | 50    |
| Всего за карьеру        | Всего за карьеру                     | Всего за карьеру | 172  | 60   | 3            | 0            | 13              | 6               | 188   | 66    |

### Голы за сборную США
| №     | Дата                  | Соперник         | Счёт | Голы Рапино | Турнир                  |
| ----- | --------------------- | ---------------- | ---- | ----------- | ----------------------- |
| 1-2   | 1 октября 2006 года   | Китайский Тайбэй | 10:0 | 2           | Товарищеский матч       |
| 3     | 9 марта 2009 года     | Норвегия         | 1:0  | 1           | Кубок Алгарве 2009      |
| 4     | 25 мая 2009 года      | Канада           | 4:0  | 1           | Товарищеский матч       |
| 5     | 17 июля 2010 года     | Швеция           | 3:0  | 1           | Товарищеский матч       |
| 6     | 2 октября 2010 года   | Китай            | 2:1  | 1           | Товарищеский матч       |
| 7-8   | 30 октября 2010 года  | Гватемала        | 9:0  | 2           | Чемпионат КОНКАКАФ 2010 |
| 9     | 2 марта 2011 года     | Япония           | 2:1  | 1           | Кубок Алгарве 2011      |
| 10    | 2 апреля 2011 года    | Англия           | 1:2  | 1           | Товарищеский матч       |
| 11    | 2 июля 2011 года      | Колумбия         | 3:0  | 1           | ЧМ-2011. Групповой этап |
| 12    | 22 января 2012 года   | Гватемала        | 13:0 | 1           | Квалификация к ОИ-2012  |
| 13    | 28 июля 2012 года     | Колумбия         | 3:0  | 1           | Олимпийские игры 2012   |
| 14-15 | 6 августа 2012 года   | Канада           | 4:3  | 2           | Олимпийские игры 2012   |
| 16-17 | 1 сентября 2012 года  | Коста-Рика       | 8:0  | 2           | Товарищеский матч       |
| 18    | 1 декабря 2012 года   | Ирландия         | 2:0  | 1           | Товарищеский матч       |
| 19    | 15 декабря 2012 года  | Китай            | 4:1  | 1           | Товарищеский матч       |
| 20    | 13 февраля 2013 года  | Шотландия        | 3:1  | 1           | Товарищеский матч       |
| 21    | 8 марта 2013 года     | Китай            | 5:0  | 1           | Кубок Алгарве 2013      |
| 22    | 5 апреля 2013 года    | Германия         | 3:3  | 1           | Товарищеский матч       |
| 23    | 27 октября 2013 года  | Новая Зеландия   | 4:1  | 1           | Товарищеский матч       |
| 23.1  | 13 февраля 2014 года  | Россия           | 8:0  | 1           | Товарищеский матч       |
| 24    | 10 марта 2014 года    | Дания            | 3:5  | 1           | Кубок Алгарве 2014      |
| 25    | 6 апреля 2014 года    | Китай            | 2:0  | 1           | Товарищеский матч       |
| 26    | 20 августа 2014 года  | Швейцария        | 4:1  | 1           | Товарищеский матч       |
| 27    | 19 сентября 2014 года | Мексика          | 4:0  | 1           | Товарищеский матч       |
| 28    | 17 октября 2014 года  | Гватемала        | 5:0  | 1           | Чемпионат КОНКАКАФ 2014 |
| 29    | 14 декабря 2014 года  | Бразилия         | 2:3  | 1           | Турнир в Бразилии 2014  |
| 30-31 | 8 июня 2015 года      | Австралия        | 3:1  | 2           | Финальные матчи ЧМ-2015 |
| 32    | 31 июля 2017 года     | Бразилия         | 4:3  | 1           | Турнир наций 2017       |
| 33    | 3 августа 2017 года   | Япония           | 3:0  | 1           | Турнир наций 2017       |
| 34    | 19 октября 2017 года  | Республика Корея | 3:1  | 1           | Товарищеский матч       |
| 35    | 2 марта 2018 года     | Германия         | 1:0  | 1           | SheBelieves Cup 2018    |
| 36    | 8 апреля 2018 года    | Мексика          | 6:2  | 1           | Товарищеский матч       |
| 37    | 12 июня 2018 года     | Китай            | 2:1  | 1           | Товарищеский матч       |
| 38    | 26 июля 2018 года     | Япония           | 4:2  | 1           | Турнир наций 2018       |
| 39-40 | 4 октября 2018 года   | Мексика          | 6:0  | 2           | Чемпионат КОНКАКАФ 2018 |
| 41    | 14 октября 2018 года  | Ямайка           | 6:0  | 1           | Чемпионат КОНКАКАФ 2018 |
| 42    | 27 февраля 2019 года  | Япония           | 2:2  | 1           | SheBelieves Cup 2019    |
| 43    | 2 марта 2019 года     | Англия           | 2:2  | 1           | SheBelieves Cup 2019    |
| 44    | 4 апреля 2019 года    | Австралия        | 5:3  | 1           | Товарищеский матч       |
| 45    | 11 июня 2019 года     | Таиланд          | 13:0 | 1           | ЧМ-2019. Групповой этап |
| 46-47 | 24 июня 2019 года     | Испания          | 2:1  | 2           | ЧМ-2019. 1/8 финала     |
| 48-49 | 28 июня 2019 года     | Франция          | 2:1  | 2           | ЧМ-2019. 1/4 финала     |
| 50    | 7 июля 2019 года      | Нидерланды       | 2:0  | 1           | ЧМ-2019. Финал          |
| 51    | 9 февраля 2020 года   | Канада           | 3:0  | 1           | Чемпионат КОНКАКАФ 2020 |
| 52    | 11 марта 2020 года    | Япония           | 3:1  | 1           | SheBelieves Cup 2020    |
| 53-54 | 22 января 2021 года   | Колумбия         | 6:0  | 2           | Товарищеский матч       |
| 55    | 21 февраля 2021 года  | Бразилия         | 2:0  | 1           | SheBelieves Cup 2021    |
| 56-57 | 24 февраля 2021 года  | Аргентина        | 6:0  | 2           | SheBelieves Cup 2021    |
| 58    | 10 апреля 2021 года   | Швеция           | 1:1  | 1           | Товарищеский матч       |
| 59    | 13 апреля 2021 года   | Франция          | 2:0  | 1           | Товарищеский матч       |
| 60-61 | 5 августа 2021 года   | Австралия        | 4:3  | 2           | Олимпийские игры 2020   |
| 62    | 26 октября 2021 года  | Республика Корея | 6:0  | 1           | Товарищеский матч       |
| 63    | 10 ноября 2022 года   | Германия         | 1:2  | 1           | Товарищеский матч       |

## Вне футбола

### Общественная деятельность

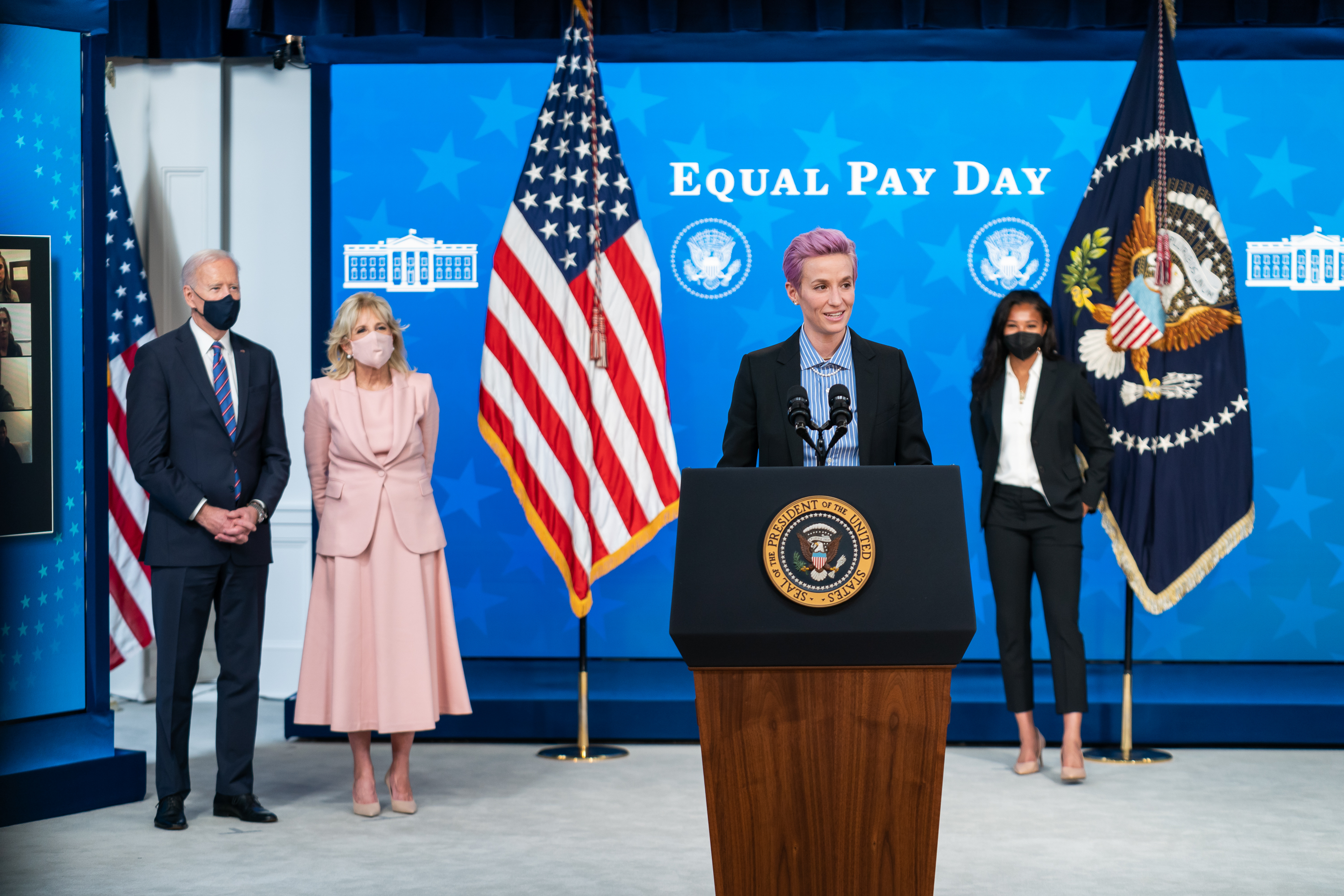
Рапино выступает по вопросу равной оплаты труда в марте 2021 года

Рапино привлекла внимание общественности тем, что в сентябре 2016 году во время международного матча встала на колени во время исполнения гимна в знак солидарности с игроком НФЛ Колином Каперником:
Я та самая Меган Рапино, которую вы знаете много лет. Женщина, которую вы называли настоящим американским героем. И не раз! Я не страдала от жестокости полицейских, расовой нетерпимости и не находила членов семьи мертвыми на улице. Но я не могу бездействовать, пока в стране есть люди, которым приходилось испытывать такую душевную боль. [...] Я гомосексуал в США. Я знаю, что это значит – смотреть на флаг страны, которая не защищает твою свободу. Поддержать Колина – меньшее, что я могла сделать. Мне хотелось, чтобы люди обратили внимание на проблему расизма. Очень важно, чтобы белые люди поддерживали цветных в этой борьбе.
Во время чемпионата мира 2015 года она молча стояла во время исполнения национального гимна. Она выступила против использования стадионов с искусственным покрытием, которое впервые было применено на взрослых женских и мужских турнирах чемпионата мира.
По меньшей мере с 2016 года Рапино участвовала в рассмотрении жалобы женской команды в Комиссию по равным условиям труда. В марте 2019 гда она вместе с 27 товарищами по женской сборной США по футболу подала иск против Федерации футбола США, обвинив её в гендерной дискриминации, надеясь добиться равной оплаты труда. В мае следующего года судья отклонил ключевые части иска, включая жалобу на получение более низкой оплаты труда, чем в мужской сборной США, но разрешил рассмотреть другие претензии.
Рапино давно выступает за включение трансгендерных женщин в женский спорт и характеризует этот вопрос как часть более масштабной попытки «законодательно лишить людей полноценной человечности».

### Благотворительность
Рапино занималась благотворительной деятельностью для Сети образования геев, лесбиянок и натуралов (GLSEN) и Олимпийского и Паралимпийского комитетов США. В 2013 году она стала послом некоммерческой организации Athlete Ally, которая занимается искоренением гомофобии и трансфобии в спорте.
В сентябре 2017 года Рапино и её товарищ по сборной США Алекс Морган вошли в группу футболистов, подписавшихся под кампанией «Общая цель», созданной Хуаном Матой из «Манчестер Юнайтед». В рамках этой кампании игроки жертвуют один процент от своей зарплаты в поддержку других благотворительных организаций, связанных с футболом. Рапино и Морган стали первыми двумя женщинами-игроками, подписавшимися под этой кампанией.
Рапино была в числе нескольких спортсменок, выступивших с критикой решения Верховного суда США об отмене решения Роу против Уэйда в июне 2022 года. Она была одной из пятисот бывших и действующих спортсменок, подписавших ещё в сентябре 2021 года амикусную записку в поддержку права на аборт по делу Верховного суда.

### Рекламные контракты

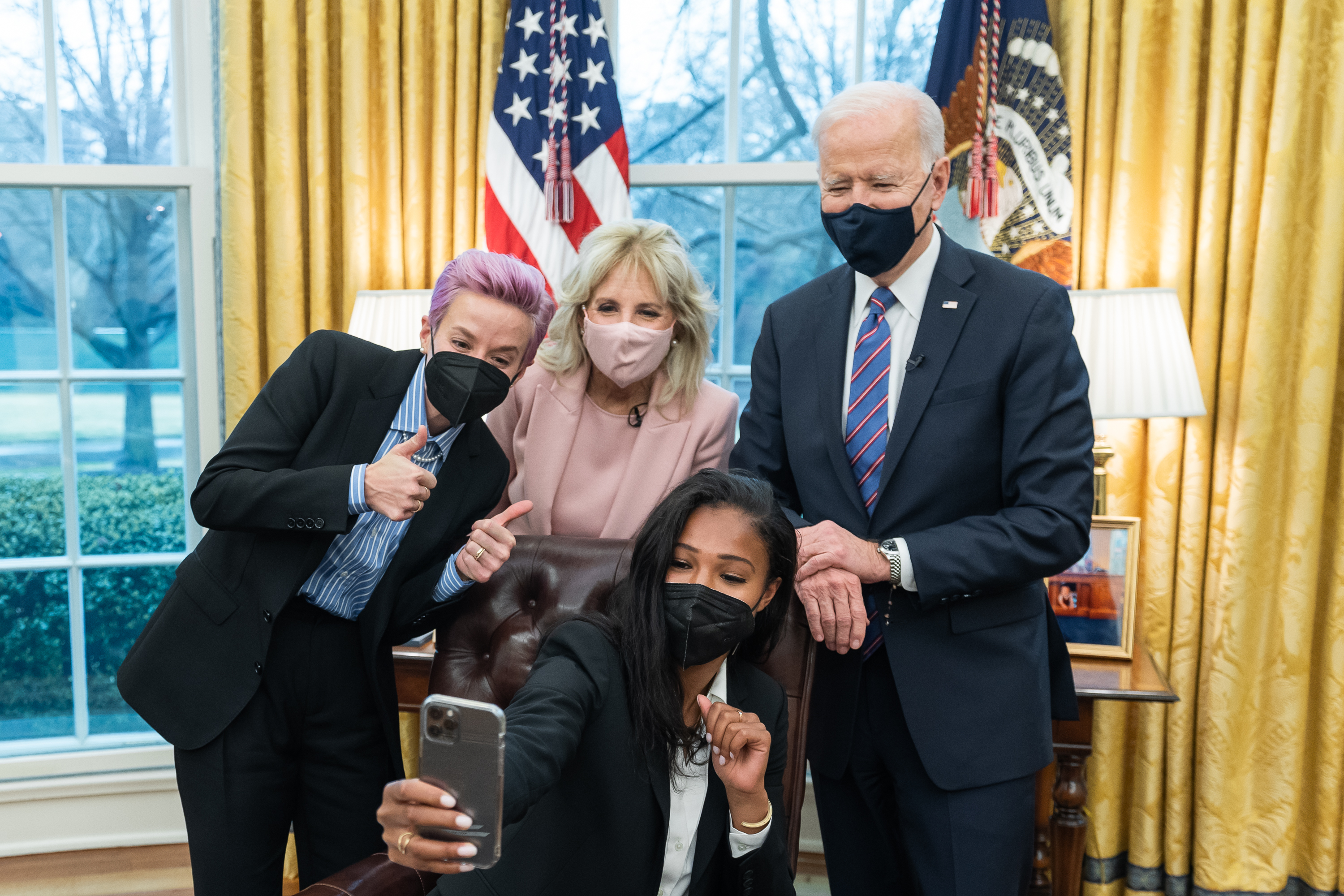
Рапино в Белом доме с президентом Джо Байденом, первой леди Джилл Байден и Маргарет Пурс в марте 2021 года

Рапино подписала контракты с компаниями Nike и Samsung. На протяжении своей карьеры она неоднократно снималась в рекламных роликах компании Nike. В 2013 году снялась в рекламе одежды компании Wildfang и начала сотрудничество с компанией DJO Global. Начиная с FIFA 16 Рапино вместе со своими товарищами по сборной была включена в серию видеоигр FIFA от EA Sports, что стало первым случаем включения женщин в игру. В сентябре 2015 года она была признана EA Sports игроком № 2 среди женщин после товарища по команде Карли Ллойд. В 2016 году снялась в телевизионной и печатной рекламе витаминной воды Energy Brands. В том же году Меган участвовала в рекламе Nike с Криштиану Роналду. В 2019 году её спонсировали компании Procter & Gamble, BodyArmor, Hulu, LUNA Bar, и VISA. В 2021 году она была объявлена одним из новых лиц Victoria’s Secret, и снялась в рекламе Subway. В январе 2023 года Рапино снялась в рекламном ролике ESPN’s SportsCenter вместе с Бекки Сауэрбранн и Софией Смит. В июле 2023 года снялась в телевизионной рекламе Google Pixel под названием «Легенда». Также в том же году Рапино была включена в набор LEGO «Иконы игры».

### Политические взгляды
В декабре 2019 года Рапино поддержала Элизабет Уоррен на президентских праймериз Демократической партии 2020 года. Во время открытия Национального съезда Демократической партии 2020 года Рапино выступила в качестве ведущей дискуссии с участием передовых работников пандемии COVID-19.

## В массовой культуре

### Печатные издания
Рапино была изображена на обложке мартовского номера журнала Curve за 2013 год. О ней рассказывалось в номере Sports Illustrated за 6 августа 2012 год и в июльском номере Out за 2012 год. В номере The New York Times за 11 апреля 2013 год была опубликована статья о её опыте во Франции, в национальной команде и публичном выступлении перед Олимпиадой 2012 года. В июле 2014 года она появилась в выпуске журнала ESPN The Body Issue. В 2019 году она стала первой открытой лесбиянкой в ежегодном выпуске Sports Illustrated Swimsuit Issue. В том же году она неоднократно появлялась на обложках журналов Sports Illustrated, Marie Claire, и InStyle.

### Телевидение и кино
Меган Рапино выступала в программах The Daily Show, Today Show, The Rachel Maddow Show, Meet the Press, Good Morning America и Джимми Киммел в прямом эфире. В 2012 году она снялась в репортаже ESPN Title IX is Mine: USWNT. В ноябре 2012 года она стала объектом внимания телеканала Fox Soccer под названием Fox Soccer Exclusive: Megan Rapinoe в ноябре того же года.
В 2016 году Рапино вместе с товарищами по команде Хоуп Соло и Кристал Данн снялась в документальном сериале Keeping Score, который транслировался на канале Fullscreen. В эпизодах спортсменки готовятся к Олимпийским играм 2016 года в Рио-де-Жанейро и затрагивают такие вопросы, как равная оплата труда и расизм. В феврале 2019 года снялась в рекламе Nike «Dream Crazier» (с англ. — «Мечтай безумнее») вместе с Сереной Уильямс, Симоной Байлз, Ибтихаджем Мухаммадом, Хлоей Ким и другими спортсменками. Реклама появилась во время церемонии вручения премии «Оскар» в 2019 году. В 2019 году Рапино снялась в эпизодической роли в сериале Showtime The L Word: Generation Q.
В декабре 2020 года стало известно, что бестселлер Меган Рапино «Одна жизнь» будет адаптирован в качестве сценария телесериала после того, как Sony Pictures Television приобрела права на его экранизацию.
17 июля 2023 года было объявлено, что Рапино станет одной из участниц документального фильма Netflix о женской сборной США по футболу, участвующей в чемпионате мира среди женщин 2023 года. Премьера документального фильма запланирована на осень этого года.

### Чествование в Белом доме и участие в американском протесте
После победы США на чемпионате мира среди женщин в 2015 году Рапино и её товарищи по сборной стали первой женской спортивной командой, которую чествовали парадом в Нью-Йорке. Каждый игрок получил от мэра Билла Де Блазио ключ от города. В октябре того же года команду чествовал президент Барак Обама в Белом доме, причём президент отметил ферму в Северной Калифорнии, которая «нарисовала» кукурузный портрет в форме лица Рапино.

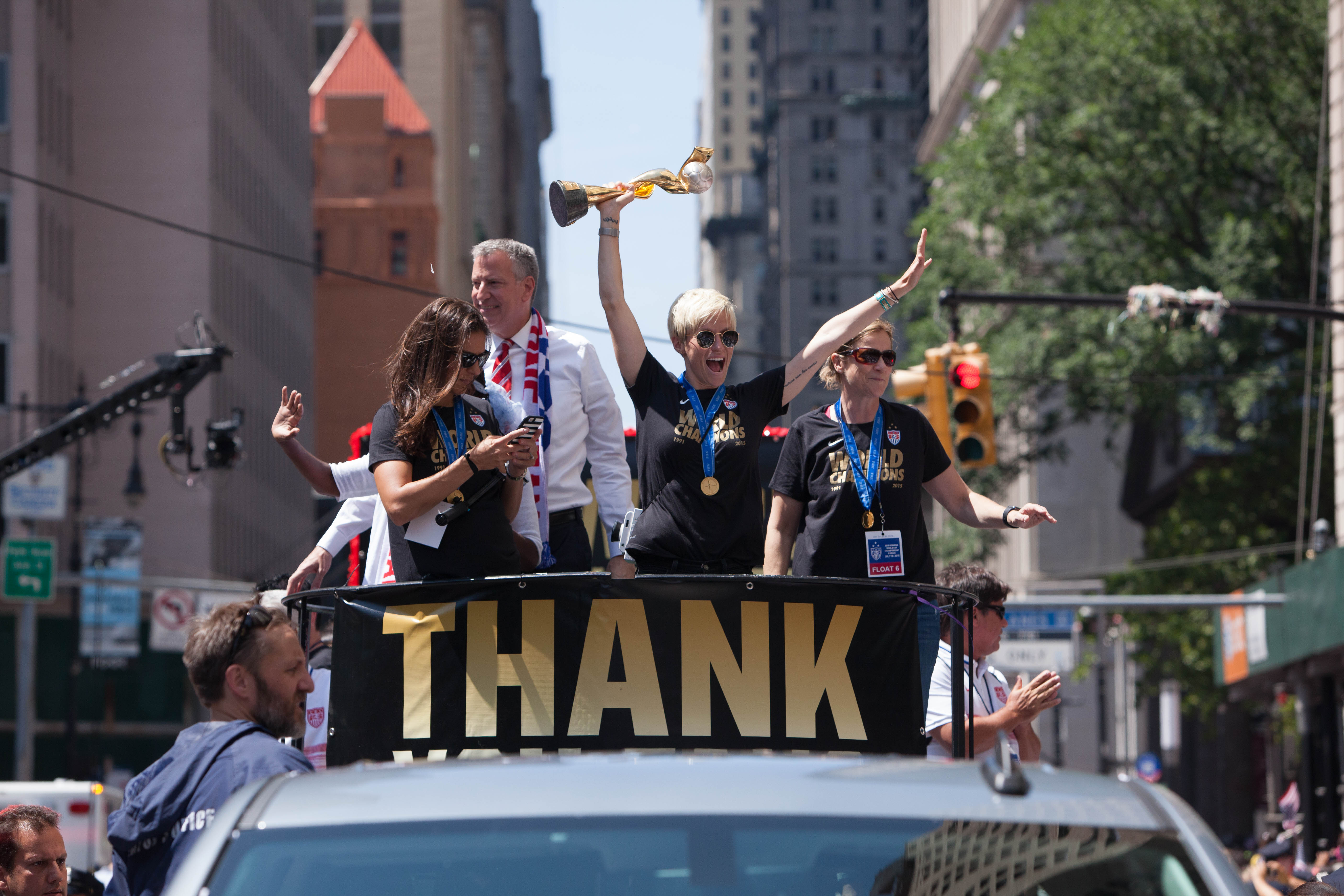
Рапино вместе с женской сборной США празднует победу на ЧМ-2015, июль 2015 года

После окончания ЧМ-2019 в Нью-Йорке женскую сборную чествовали вторым парадом, а в мэрии её представила Робин Робертс. Рапино и её товарищи по команде были приглашены в национальный капитолий сенатором Чаком Шумером и конгрессменами Александрией Окасио-Кортез, Айанной Прессли и Нэнси Пелоси.
4 сентября 2016 года во время игры в Чикаго против команды «Ред Старс» Рапино встала на одно колено во время исполнения гимна в знак солидарности с Колином Каперником, защитником команды «Сан-Франциско Форти Найнерс», который отказался встать во время исполнения гимна в знак протеста против расовой несправедливости и угнетения меньшинств She said at the time she planned to continue to kneel.. Тогда она заявила, что планирует и дальше стоять на коленях. Позже на той же неделе, 7 сентября, «Вашингтон Спирит» нехарактерно исполнил национальный гимн до выхода команд на поле, заявив, что не хочет «подвергать наших болельщиков и друзей неуважению, которое, по нашему мнению, выражалось бы в таком поступке». В дополнительном заявлении руководство «Спиритс» отметило, что «добровольно позволить кому-либо нарушить эту традицию, которая так много значит для миллионов американцев и многих наших болельщиков, ради каких-либо целей было бы, по сути, таким же неуважением, как и поступить так самим».
Рапино выразила недовольство этим шагом, заявив: «Было невероятно неприятно за четыре дня до одной из самых страшных трагедий в нашей стране говорить, что я пыталась сорвать это мероприятие». Она продолжила протест 15 сентября 2016 года во время игры национальной сборной против Таиланда. После этого Федерация футбола США выпустила заявление, в котором говорилось следующее: «Представлять свою страну — это привилегия и честь для любого игрока или тренера, связанного с национальными командами США по футболу. Поэтому национальный гимн имеет особое значение для американского футбола. Исполнение гимна перед национальной, а зачастую и мировой аудиторией даёт игрокам и тренерам мужских и женских сборных возможность задуматься о свободе и свободе, которые мы все ценим в этой стране. Как часть привилегии представлять свою страну, мы ожидаем, что наши игроки и тренеры будут стоять и отдавать честь нашему флагу во время исполнения государственного гимна». В интервью Рапино заявила, что «использовать этот всеобъемлющий патриотизм в качестве защиты от того, чем на самом деле является протест, довольно трусливо», и далее заявила, что, вероятно, никогда больше не будет петь государственный гимн.

## Личная жизнь
Рапино заявила, что поняла, что является лесбиянкой, уже на первом курсе колледжа. В июльском номере журнала Out за 2012 год она публично заявила, что с 2009 года состояла в отношениях с австралийской футболисткой Сарой Уолш. В 2013 году прожив вместе около пяти лет, Рапино и Уолш разорвали отношения. Впоследствии Меган встречалась с артисткой группы Sub Pop Сэрой Кахун. В августе 2015 года Рапино и Кахун объявили о своей помолвке. В январе 2017 года футболистка заявила, что их свадебные планы приостановлены. 20 июля 2017 года Рапино и баскетболистка «Сиэтл Шторм» Сью Бёрд подтвердили, что встречаются с конца 2016 года. В 2018 году Бёрд и Рапино стали первой однополой парой на обложке журнала ESPN’s The Body Issue. Они объявили о своей помолвке 30 октября 2020 года.
В интервью Терри Гроссу в программе Fresh Air в 2020 году Рапино рассказала о том, что её старший брат, который первым вдохновил её на занятия футболом, страдал от наркомании. Он также провёл некоторое время в тюрьме, в том числе в одиночной камере. Меган рассказала, что во время заключения её брат стал участвовать в деятельности белых супремацистских групп в тюрьме.